# Пластовский район
Пластовский район — административно-территориальная единица (район) и одноимённое муниципальное образование (муниципальный район) в Челябинской области Российской Федерации.
22 января 2024 года Пластовский район был преобразован в Пластовский округ.
Административный центр — город Пласт.

## География
Площадь территории — 1752 км², в том числе сельскохозяйственные угодья — 1726 км².
Водные ресурсы района представлены в основном реками, так же в районе есть озера, но они не велики по размерам и не многочислены. Самые крупные реки — Санарка, Кабанка и Каменка. На них сооружены пруды (оз. Санарское и Светлое на реке Санарка, и т. д.). К тому же реки служат и служили для промывки россыпного золота, топазов, и т. п.

## История
Золотопромышленный район сформировался здесь к середине XIX века и назывался Кочкарская золотопромысловая система (по селу Кочкар – тогдашнему центру золотодобычи). В.А. Весновский называл этот район "Русской Калифорнией". Также эти территории имели название "Русская Бразилия".
В 1924 году на территории современного Пластовского района был образован Кочкарский район Троицкого округа Уральской области. В 1934 году он вошёл в состав Челябинской области. В 1955 году Кочкарский район был переименован в Пластовский район. В 1963 году Пластовский район был упразднён.
Пластовский муниципальный район образован в 2004 году в результате преобразования муниципального образования «Город Пласт», к которому было присоединено Степнинское сельское поселение из Троицкого района.
22 января 2024 года Пластовский район был преобразован в Пластовский округ.

## Население
| 2002    | 2005    | 2006    | 2007    | 2008    | 2009    | 2010    |
| ------- | ------- | ------- | ------- | ------- | ------- | ------- |
| 24 275  | ↗26 168 | ↗26 392 | ↘26 243 | ↘26 225 | ↗26 243 | ↘26 000 |
| 2011    | 2012    | 2013    | 2014    | 2015    | 2016    | 2017    |
| ↘25 933 | ↘25 783 | ↘25 644 | ↘25 626 | ↗25 853 | ↘25 816 | ↗25 830 |
| 2018    | 2019    | 2020    | 2021    | 2023    |         |         |
| ↘25 509 | ↘25 122 | ↘25 067 | ↘24 615 | ↘24 387 |         |         |

### Урбанизация
В городских условиях (город Пласт) проживают  74,81 % населения района.

## Территориальное устройство
Пластовский район как административно-территориальная единица области делится на 4 сельсовета и 1 город (районного значения). Пластовский муниципальный район, в рамках организации местного самоуправления, включает 5 муниципальных образований, в том числе соответственно 4 сельских поселения и 1 городское поселение.
22 января 2024 года Пластовский район был преобразован в Пластовский округ, с упразднением 5 муниципальных образований: Пластовское городское поселение, Борисовское сельское поселение, Демаринское сельское поселение, Кочкарское сельское поселение, Степнинское сельское поселение.

### Населённые пункты
В Пластовском районе 20 населённых пунктов.
| №  | Населённый пункт | Тип     | Население |
| -- | ---------------- | ------- | --------- |
| 1  | Андреевский      | посёлок | ↗6        |
| 2  | Борисовка        | село    | ↗1122     |
| 3  | Верхняя Кабанка  | село    | ↗704      |
| 4  | Верхняя Санарка  | село    | ↘830      |
| 5  | Воронино         | посёлок | ↘167      |
| 6  | Демарино         | село    | ↗1049     |
| 7  | Котлик           | посёлок | ↘109      |
| 8  | Кочкарь          | село    | ↗614      |
| 9  | Кукушка          | село    | ↘110      |
| 10 | Михайловка       | село    | ↗272      |
| 11 | Новый Кумляк     | село    | ↘180      |
| 12 | Пласт            | город   | ↘18 243   |
| 13 | Поляновка        | село    | →295      |
| 14 | Пчельник         | хутор   | ↘0        |
| 15 | Радиомайка       | село    | ↘299      |
| 16 | Светлый          | посёлок | ↘625      |
| 17 | Старый Кумляк    | село    | ↘151      |
| 18 | Степнинское      | село    | ↘274      |
| 19 | Степное          | село    | ↘1610     |
| 20 | Чукса            | село    | ↘207      |

## Экономика
В Пластовском районе преобладает горнорудная промышленность. Большая её часть — это добыча рудного и россыпного золота (Кочкарское и Светилинское месторождения), а также пьезокварца. В районе также добывается мрамор, гранит, известняк и уран.